# Diplotropis
Diplotropis là một chi thuộc (họ Fabaceae) được tìm thấy ở Brasil và miền bắc Argentina.
Một số loài đại diện:
- Diplotropis purpurea
- Diplotropis racemosa
- Diplotropis rigidocarpa
- Diplotropis ferruginea
- Diplotropis incexis